# Campanaro (brano musicale)
Campanaro è un brano musicale scritto e arrangiato da Bixio Cherubini Carlo Concina presentato al Festival di Sanremo 1953, cantato in coppia da Nilla Pizzi e Teddy Reno.
È il quarto brano presentato da Nilla Pizzi e il quinto presentato da Teddy Reno a Sanremo il quale si posiziona al 2º posto. Il brano è presente sulla piattaforma iTunes
Nilla Pizzi incide un 78 giri dal titolo Campanaro/Povero Amico Mio prodotto dalla Cetra, mentre Reno incide il suo 78 giri dal titolo Campanaro/Canto della solitudine

## Classifica annuale[2]
| Classifica (1953) | Posizione | Artista     |
| ----------------- | --------- | ----------- |
| Italia            | 22        | Nilla Pizzi |
| Italia            | 45        | Teddy Reno  |